# Аматорський переклад
Аматорський переклад (або переклад, створений користувачем) відноситься до неофіційного перекладу численних форм письмової або мультимедійної творчості «фанів» (фанатів), часто на ту мову, на яку в доступі ще немає офіційного перекладу. Загалом, «фани» не мають достатньо перекладацького досвіду, але вони виступають в ролі волонтерів в перекладі, що базується на їхній зацікавленості в окремих аудіовізуальних творах, серіалах, фільмах тощо.

## Медіа-простір
Аматорський переклад поширений у багатьох сферах медіа-простору. Серед них варто виділити:
- Аматорське створення субтитрів( англ. Funsubbing) або Фансаб  - написання субтитрів мережею фанатів для фільмів, телевізійних програм, відеоігор та інших представників аудіовізуального жанру. Для багатьох мов популярними для створення субтитрів є голівудські фільми та американські телевізійні драми, в той час як для англомовної частини фанатів цікавими залишаються розважальні жанри Східної Азії, такі,  як аніме та токусацу.
- Аматорський переклад відеоігор – популярність цієї діяльності зросла після створення емулятора гральної консолі на персональних комп’ютерах у пізніх 90-х, та все ж увага була сконцентрована на класичних іграх старішого типу. Ці переклади були розповсюджені як неофіційні патчі, що видозмінювали бінарні файли оригінальної гри, створюючи нові.
- Сканлейт – переклад групою фанатів коміксів, найчастіше манги. Вони сканують комікси на комп’ютер і перекладають тексти на картинках. Цей переклад в основному розповсюджується в електронному форматі. Альтернативним способом поширення такого виду аматорського перекладу є розповсюдження лише перекладеного тексту, що вимагає читача купити копію оригінальної версії.
- Аматорський дубляж – дубляж фільмів, телевізійних програм, відеоігор та інших представників аудіовізуального жанру групою фанатів. Перекладений звукозапис може бути як і перекладом оригінального треку, так і новою версією, зазвичай з метою гумору, наприклад пародією.
- Аматорський переклад художньої літератури, особливо коротких історій, рідше – цілих романів.

## Історія
Аматорський переклад аудіовізуальних матеріалів, а саме аматорське створення субтитрів для аніме, бере початок ще з 1980-х років. У 2009 році доцент Оклендської школи культури мови та лінгвістики Мінако О’Хейген сказала, що фансаб з’явився як форма протесту проти  “ офіційних, часто надто відредагованих версій аніме, що зазвичай транслюють за межами Японії в дубльованому виді», і, що фанатам потрібен більш аутентичний переклад за коротший час.
Перші спроби аматорського укладання субтитрів і дубляжу включали залучення до процесу відеокасет, що вимагало багато часу і коштів. У середині 1980-х років у США були укладені перші зареєстровані субтитри для аніме-серіалу і манги «Люпен 3». В середньому витрачалось 100 годин на епізод для створення субтитрів.

## Вплив
Розвиток індустрії культури, технологічний прогрес та розширення онлайн-платформи призвели до стрімкого зросту популярності аматорського перекладу. Кількість спільнот, які займаються любительським перекладом, зростає разом зі збільшенням різноманітності контенту. Безсумнівно, найбільше вигоди мають глядачі, читачі та гравці, що є фанатами різних продуктів популярної культури, оскільки вони мають шанс першими отримувати інформацію з-за кордону. Індустрія розваг та інші індустрії культури також мають вигоду, тому що продукти їхнього виробництва представлені всьому світові. Цьому наслідком є занурення в культуру та культурна асиміляція. Однак, аматорський переклад також розглядається, як потенційна загроза професійному перекладу. Насправді, любительський переклад базується на спільних зусиллях, волонтерстві, позиції “зроби це сам”, а що найважливіше, захопленні та ентузіазмі на благо спільної справи. Як і багато спеціалізованих та творчих професій, перекладацька справа вимагає багатий досвід та наявність відповідних знань. Тому аматорський переклад не можна вважати загрозою. Навпаки, він несе собі два значні значення: для перекладачів-аматорів – це цінний досвід та достатньо підготовки, не важливо, чи захочуть вони вивести своє хобі на новий рівень; для професійних перекладачів – це один з джерел, до якого вони будуть звертатися та консультуватися в разі зіткнення зі схожою ситуацією. На додачу, аматорський переклад розвивається, і контент більше не обмежується фільмами, відео-іграми та аматорськими художніми творами – “фанфіками”. За останні роки з’явились різні нові форми перекладацького контенту, такі як навчальні курси, політичні промови та критичне освітлення новин. Це додало нового значення для аматорського перекладу, розважальний характер якого змінився соціальним. Генрі Дженкінс влучно сказав: «поп-культура, можливо, розчищає шлях для більш значимої культури громадського рівня». Зважаючи на те, що це явище з’явилось нещодавно, аматорський переклад зосереджує свою увагу не лише на чийсь окремий  інтерес, а й на ціле суспільтво. Як результат, аматорський переклад залишається в трендах.

## Проблеми з копірайтингом та цензурою
Звісно, перекладачам-аматорам доводиться стикатися з деякими труднощами, викликаними цензурою, копірайтингом,  комерціалізацією з боку уряду та комерційних організацій. Заклики влади зупинити аматорський переклад ніколи не припиняться. Стверджується, що такий вид діяльності порушує права письменників та творців, не зважаючи на те, що перекладачі-аматори пояснюють, що вони не мають жодного наміру отримувати прибуток, а лише поширюють ентузіазм серед інших фанатів. Як згадано раніше, аматорських переклад поширює свій вплив поза рамки фанатських товариств, охоплюючи наукову та політичну сфери.